# Place
Place був колабораційним проєктом та соціальним експериментом, розміщеним на сайті соціальної мережі Reddit, який розпочався у День сміху 2017 року і був повторений знов з 1 по 4 квітня 2022 року. З 20 липня 2023 року проєкт стартував утретє. 
Експеримент 2017 року включав онлайн-полотно, розташоване в сабреддіті під назвою r/place, де зареєстровані користувачі могли редагувати полотно, змінюючи колір одного пікселя на вибір з 16-колірної палітри. Після розміщення кожного пікселя таймер забороняв користувачеві розміщувати нові пікселі протягом 5 до 20 хвилин. Ідея експерименту належить Джошу Вордлу. Експеримент був завершений адміністраторами Reddit приблизно через 72 години після його створення, 3 квітня 2017 року. Понад 1 мільйон користувачів редагували полотно, розмістивши в цілому близько 16 мільйонів пікселів, і на момент завершення експерименту більше 90 000 користувачів активно переглядали та редагували полотно. Експеримент отримав високу оцінку за представлення культури онлайн-спільнот Reddit та інтернет-культури загалом.
1 квітня 2022 року Reddit розпочав перезавантаження експерименту, який тривав чотири дні. У цей раз до редагування полотна долучилось понад 6 мільйонів користувачів, які розміщували понад 2,5 мільйона пікселів на годину.

## Україна на r/Place у 2022 році

Фінальна картина України на Place 2022 року

У перші ж хвилини після старту Place у 2022 році, десятки тисяч користувачів, які воліли висловити свою підтримку народу України, почали неорганізовано долучатись до створення Прапора України в декількох місцях полотна. Найбільший з прапорів сягнув повної ширини полотна — 1000 пікселів. Організованими зусиллями на 2 день прапор скоротився і залишився у межах координат (0,170) і (434,253). Деякий час учасники Реддіту намагались вкрити прапор написами «Fuck Putin!», проте, активним користувачам спільноти r/PlaceUkraine вдалось залучити допомогу інших спільнот і відновити контроль над українською частиною полотна. Альянси зіграли неабияку роль у протистоянні нападам інших спільнот та ґриферів. Після цього, спільнота почала створювати арти на підтримку України під час військового вторгнення Росії в Україну. Зокрема, на момент завершення експеримента, фінальний стяг вкривали такі зображення:
- r/PlaceUkraine [Архівовано 6 квітня 2022 у Wayback Machine.] — посилання на сабреддіт спільноти
- Comebackalive.in.ua [Архівовано 11 квітня 2022 у Wayback Machine.] — посилання на сайт українського фонду допомоги військовим «Повернись живим», що займається технологічним забезпеченням різних підрозділів збройних сил України.
- Зображення президента України Володимира Олександровича Зеленського — після невдалої спроби знищити цей малюнок з боку анти-українських користувачів, спільнота r/PlaceUkraine домалювала президентові сонцезахисні окуляри у знак тріумфу.
- Український козак — у вишиванці, з вусами та оселедцем.
- Маріанна — французький символ свободи, братерства та розуму. Це символ войовничої матері-батьківщини, яка водночас є мироносицею, годувальницею та захисницею. З'явилася унаслідок альянсу зі спільнотою французьких користувачів Reddit.
- Українські трактористи, що крадуть російські танки — мем, що став всесвітньовідомим під час війни
- Державний Герб України
- Герб киримли — народу, що зазнав геноциду — насильницької депортації Радянським союзом, а також репресій під час незаконної анексії Криму Росією
- Літак Ан-225 «Мрія», що був знищений під час повітряної атаки на аеропорт Антонов у Гостомелі
- Гасло «Слава Україні!» — «Героям Слава!»
- Крила свободи з відомого аніме «Атака Титанів» (Shingeki no Kyojin) у кольорах України, та слово «Свобода» японською
- Сталкер з популярної гри з прапором України в руці
- Свято-Михайлівський Золотоверхий монастир
- Софійський собор
- Літак Міг-29, присвячений Привиду Києва
- Написи «Bayraktar» та «TB-2», які були ґрифінгом з боку турецького стрімера Haskologlu. Поряд є і зображення БПЛА Bayraktar TB2.
- Логотип української кіберспортивної команди Natus Vincere, а також зображення персонажа гри Dota 2 Джаггернаута та, частково, логотипа цієї гри (унаслідок альянсу зі спільнотою цієї гри)
- Наначі з аніме Made in Abyss — зображення, що спочатку було зруйноване нідерландським прапором, і знайшло прихисток на прапорі України, допомагаючи обороняти прапор і арти від ґриферів.
- Символ миру
- Серця від різних держав
- Жовта субмарина на честь однойменної пісні групи The Beatles
- Колоски пшениці у жовтій частині прапора, та традиційна українська вишивка — у блакитній.
- Поле соняшників та бджілка з гри Minecraft.